# Satélites de la Argentina

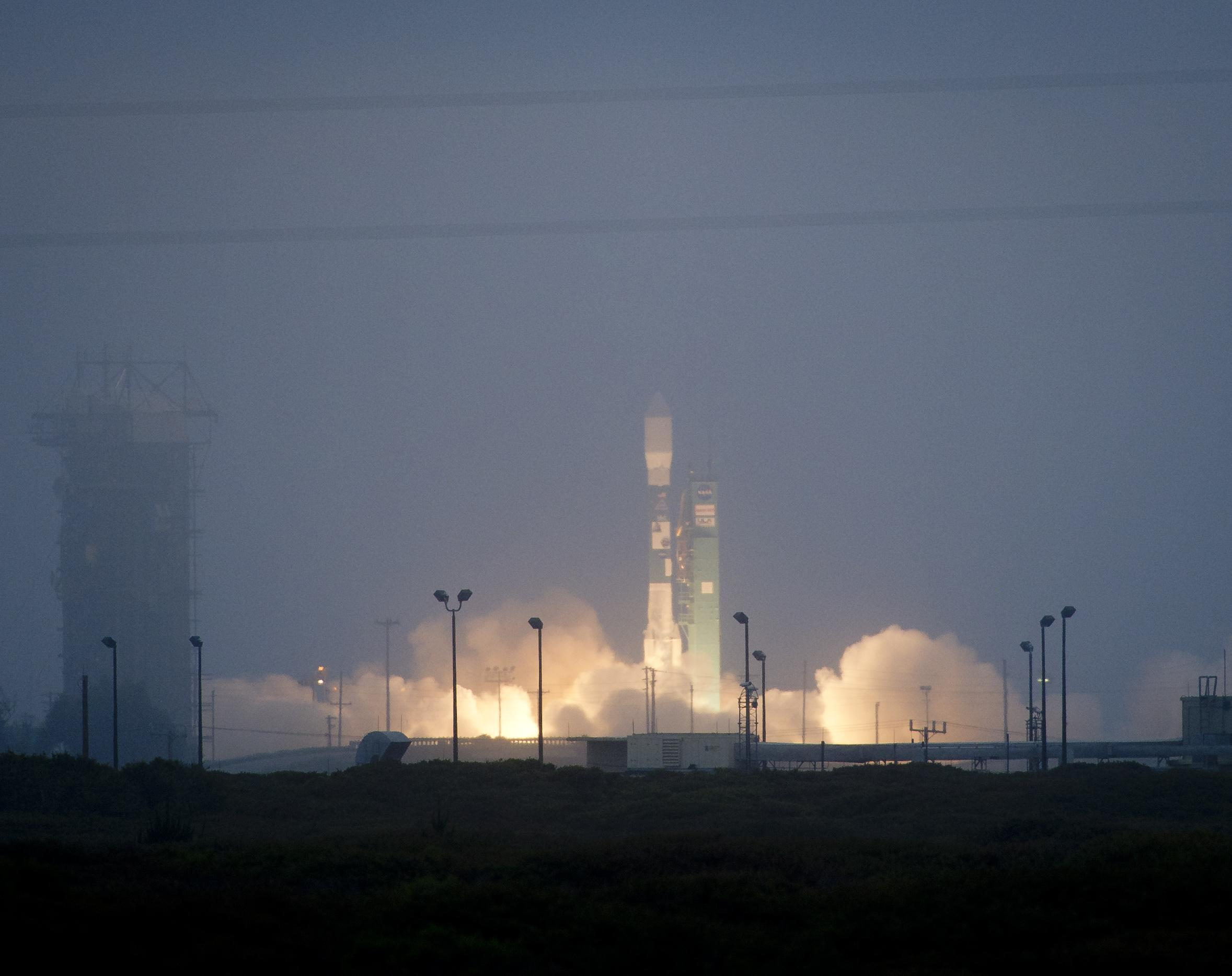
10 de junio de 2011: el Delta II parte con el satélite SAC-D / Aquarius.

La historia de los satélites de Argentina comienza en 1990 con el Lusat I, el primer satélite argentino, que fue un proyecto de radioaficionados. Después de 20 años en órbita, con la batería ya agotada, continuó funcionando. En 1996 siguieron los satélites profesionales, en agosto el MU-SAT, conocido también como «Víctor I», empleó parte de técnicos del misil argentino Cóndor II; y en noviembre la comisión estatal CONAE inició, con el SAC B (Satélites de Aplicaciones Científicas), su serie de satélites científicos como parte de un Plan Espacial Nacional, Argentina en el Espacio, implementado por la Comisión Nacional de Actividades Espaciales (CONAE). También existe un satélite, el Pehuensat-1, diseñado y elaborado por la Universidad Nacional del Comahue y lanzado en enero de 2007, desde la India.
El acceso al espacio por medio de empresas privadas argentinas comenzó en 2013, con el lanzamiento del nanosatélite Capitán Beto de la empresa Satellogic. La siguiente empresa en lanzar un satélite argentino fue DIYSatellite, con su PocketQube DIY-1/Arduiqube, en 2021.
El 16 de octubre de 2014, montado en un cohete Ariane 5, desde Guayana Francesa, se realizó con éxito el lanzamiento del primer satélite geoestacionario, primero fabricado totalmente en el país, y segundo satélite de comunicaciones de Latinoamérica.
Un año después, el 30 de septiembre de 2015, se realizó con éxito el lanzamiento del ARSAT-2, con el cual, la Argentina tiene llegada satelital a todo el continente americano y a toda su plataforma continental.

## Historia

### Primeros proyectos civiles
La historia satelital argentina comenzó en enero de 1990 cuando el cohete Ariane dejó en órbita espacial al pequeño Lusat 1, el primer objeto argentino puesto en órbita. Fue la obra de radioaficionados pertenecientes a la filial argentina de AMSAT. El Lusat-1 permanece activo (abril de 2011), pero solamente su baliza de CW (código Morse) construida en la Argentina envía información sobre su estado en 437.125 MHz con 750 mW emitiendo telemetría a 12 PPM (palabras por minuto), el resto de las funcionalidades del satélite dejaron de funcionar al agotarse la vida útil de las baterías. A la fecha, Lusat-1 es el objeto argentino que ostenta el récord absoluto de permanencia en funcionamiento en el espacio. 
Posteriormente se lanzó Víctor-1, el 29 de agosto de 1996, con un cohete ruso Mólniya 8K78 (nombre muchas veces abreviado como Molnya, o más correctamente Mólniya) para prever el tiempo y prognosis sobre el clima.

### El Plan Espacial Argentino y la CONAE
La CONAE, fundada en 1991, originalmente dependió directamente de Presidencia, luego del Ministerio de Relaciones Exteriores, Comercio Internacional y Culto y desde noviembre de 2012 depende del Ministerio de Planificación Federal. Es la entidad que se encarga de llevar adelante el Plan Espacial Argentino. 
La serie SAC es la primera serie «profesional», destinada a cumplir funciones reales mediante la transmisión de datos - imágenes y otros datos físicos - durante largos períodos. Solo los satélites de la serie SAC son de propiedad de la Comisión Nacional de Actividades Espaciales (CONAE).
El primer satélite «profesional» de aplicaciones científicas (física del Sol) fue el SAC-B, desarrollado junto a la empresa estatal INVAP en cumplimiento del Plan Espacial. Fue lanzado en 1996 pero la misión fracasó porque el satélite no pudo desprenderse de la última etapa del lanzador. Sin embargo, se logró probar el normal funcionamiento de todos los sistemas de a bordo, de modo que el acontecimiento se consideró un éxito para la tecnología empleada y para INVAP como constructor de satélites de observación terrestre o astronómica.
El SAC-A fue puesto en órbita por el Transbordador Espacial estadounidense Endeavor el 4 de diciembre de 1998.

Logo de la Comisión Nacional de Actividades Espaciales.

El SAC-C se lanzó el 21 de noviembre de 2000 y es un satélite argentino de teleobservación lanzado por un vector Delta II desde la base estadounidense de Vandenberg (California). Es de señalar que el SAC-C cumplió casi 13 años en órbita, a pesar de haber sido diseñado para durar sólo cuatro, enviando sus señales a la base terrestre Teófilo Tabanera, situada en la provincia de Córdoba y terminando su servicio el 15 de agosto de 2013. El SAC-C formó parte de la Constelación Matutina para la Observación de la Tierra junto con los satélites Landsat 7, EO-1 y TERRA de los Estados Unidos de América. La Constelación permitió incrementar la sinergia entre los instrumentos a bordo de los diferentes satélites obteniendo imágenes de distinta resolución en diversas bandas espectrales en forma casi simultánea.

### Otros satélites argentinos
El Pehuensat-1 fue lanzado el 10 de enero de 2007 desde la India, entrando en órbita 20 minutos después. Fue también un pequeño satélite «educacional» construido por profesores y alumnos de la Universidad Nacional del Comahue.
En 2013 se lanzaron los nano-satélites CubeBug-1 y CubeBug-2, desarrollados por la empresa Satellogic en colaboración con INVAP. Al año siguiente se lanzó el satélite BugSat 1. En 2016 se lanzaron los primeros satélites comerciales de la empresa, que forman parte de la constelación ÑuSat.
El 22 de marzo de 2021 se lanzó el satélite DYI-1 (también llamado Arduiqube), de la empresa marplatense DIYSatellite, un picosatélite con el formato PocketQube, un cubo de 5 cm de lado.

### AR-SAT y los satélites geoestacionarios
En 1997, Argentina lanza su primer satélite geoestonacionario, el Nahuel 1A, desarrollado completamente en el extranjero. Nahuelsat, la empresa encargada de su funcionamiento, se declaró en quiebra en 2004 y se decidió crear una empresa estatal en su reemplazo: Empresa Argentina de Soluciones Satelitales S.A. (ARSAT). En 2007 ARSAT encarga a INVAP la construcción del primer satélite de comunicaciones geoestacionario de fabricación nacional.

## Satélites

### Satélites de Aplicaciones Científicas (SAC)

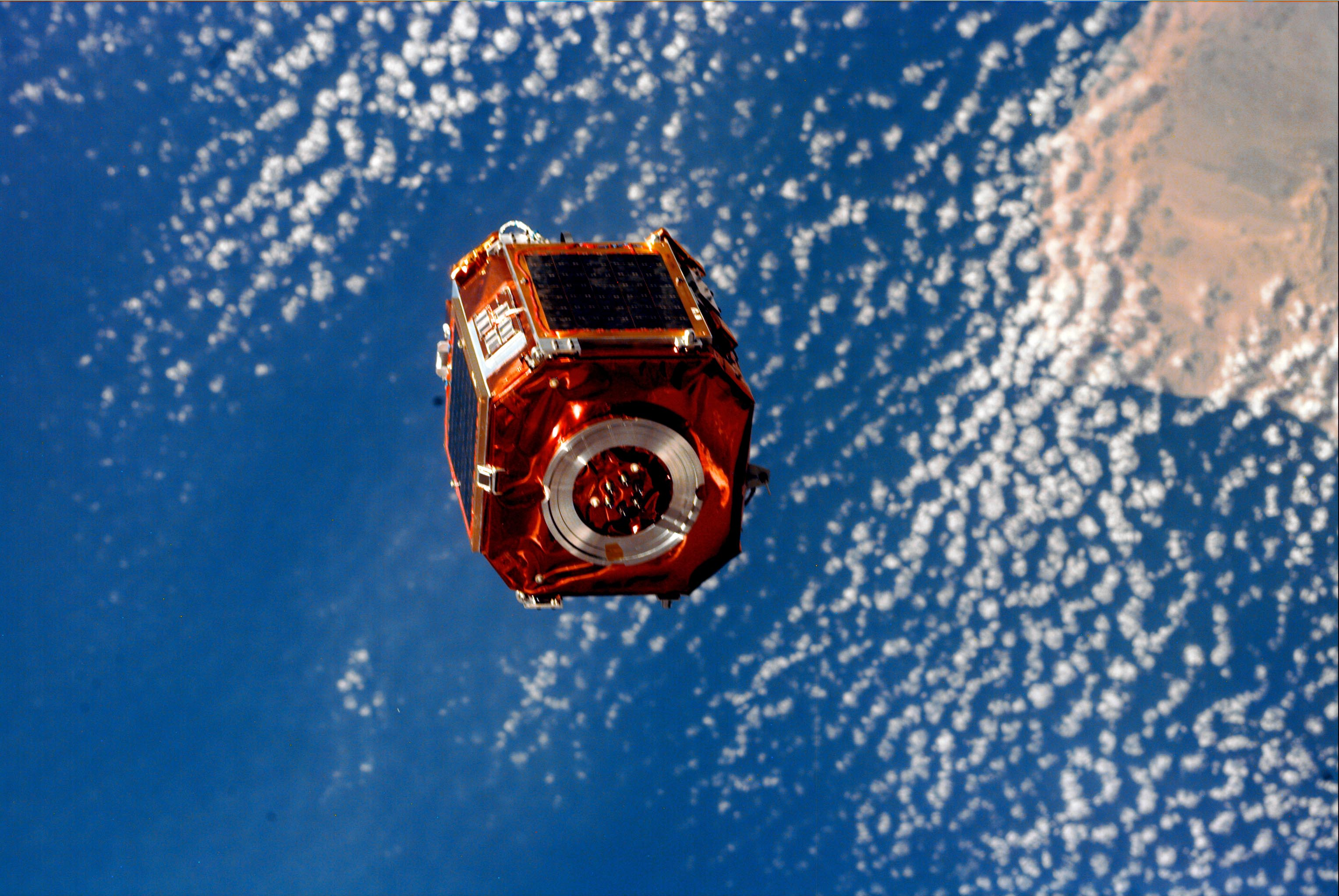
SAC-A visto desde el transbordador espacial.

Los satélites de la serie SAC tienen por objetivo principal obtener información referida al territorio argentino sobre actividades productivas de tierra y mar, hidrología, geología, clima, vigilancia del ambiente, recursos naturales y cartografía. Más de 80 universidades, entes, organismos y empresas nacionales participan en estos proyectos. Las imágenes de los satélites ofrecen información para 200 proyectos de universidades y centros de investigación, además de llegar a colegios secundarios que las utilizan en lugar de los mapas tradicionales.

#### SAC-A de validación tecnológica
El satélite SAC-A es un pequeño satélite, diseñado, integrado y construido por la empresa INVAP, en los laboratorios de Villa Golf, bajo un contrato con la CONAE. El SAC-A posee un peso de 68 kg, y sirvió para probar sistemas ópticos, de energía, de navegación y de guiado de control. Transportado por el transbordador Endeavour, en diciembre de 1998, llegó a exceder su vida útil de 8 meses sin presentar problemas técnicos. El satélite se quemó al entrar en la atmósfera en octubre de 1999, habiendo transmitido de manera correcta datos e imágenes.

#### SAC-B astronómico
Se lanzó en 1996 (antes que el SAC A) con el objetivo de investigar las fuentes explosivas extragalácticas de alta energía. Su peso era de 191 kg, (50 kg de carga útil). Fue puesto en órbita montado en el cohete estadounidense Pegasus XL. Debido a fallas en el vehículo disparador no pudo eyectarse del mismo y al quedar pegado se quedó sin energía por lo que solo pudo dar escasas vueltas a la tierra. Sin embargo pudo poner en funcionamiento todos sus sistemas correctamente hasta que las baterías de a bordo se agotaron. Esto último se debió a que al haber estado incorrectamente adosado al cohete Pegasus el satélite no pudo desplegar sus paneles solares.

#### SAC-C de observación de la Tierra
Lanzado en 2000, se mantuvo en buen funcionamiento durante casi trece años, a pesar de que se le estimaba un tiempo de vida de tan solo cinco años. Se trató de un satélite mediano de 485 kg de peso, de órbita baja, para la observación de la superficie terrestre por medio de 3 cámaras. Tuvo como misión el monitoreo del ambiente y de catástrofes naturales. Obtuvo imágenes de todo el territorio nacional, y de países limítrofes, en tiempo real, y produjo imágenes del resto del mundo en modo almacenado. Los países asociados a esta misión fueron: Estados Unidos, Italia, Dinamarca, Francia y Brasil.
Reunió diez cargas útiles pertenecientes a cinco de los seis países mencionados. De estas cargas, las más importantes para la Argentina fueron sus tres potentes cámaras ópticas de observación de la superficie terrestre. Fueron desarrolladas por INVAP con una combinación de «bandas», resoluciones y sensibilidades que resultaron ideal para el monitoreo del ambiente terrestre y marítimo de la Argentina.

#### SAC-D / Aquarius

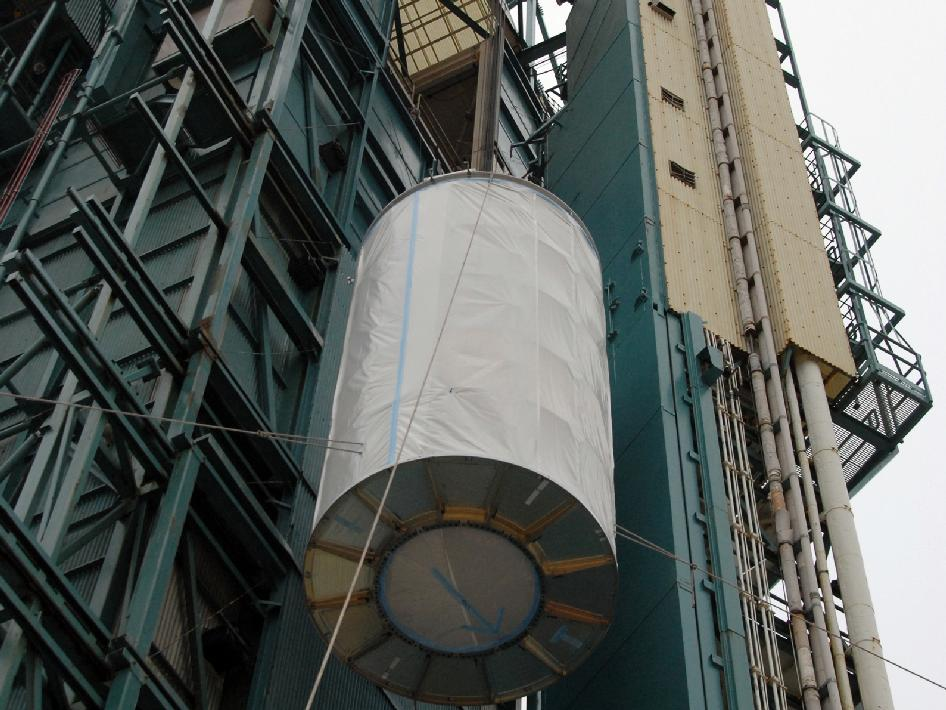
20 de mayo de 2011: el SAC-D / Aquarius, en el interior de un contenedor de carga, es elevado en la torre de servicio móvil del Complejo de lanzamiento 2 de la base Vandenberg de la Fuerza Aérea, en California.

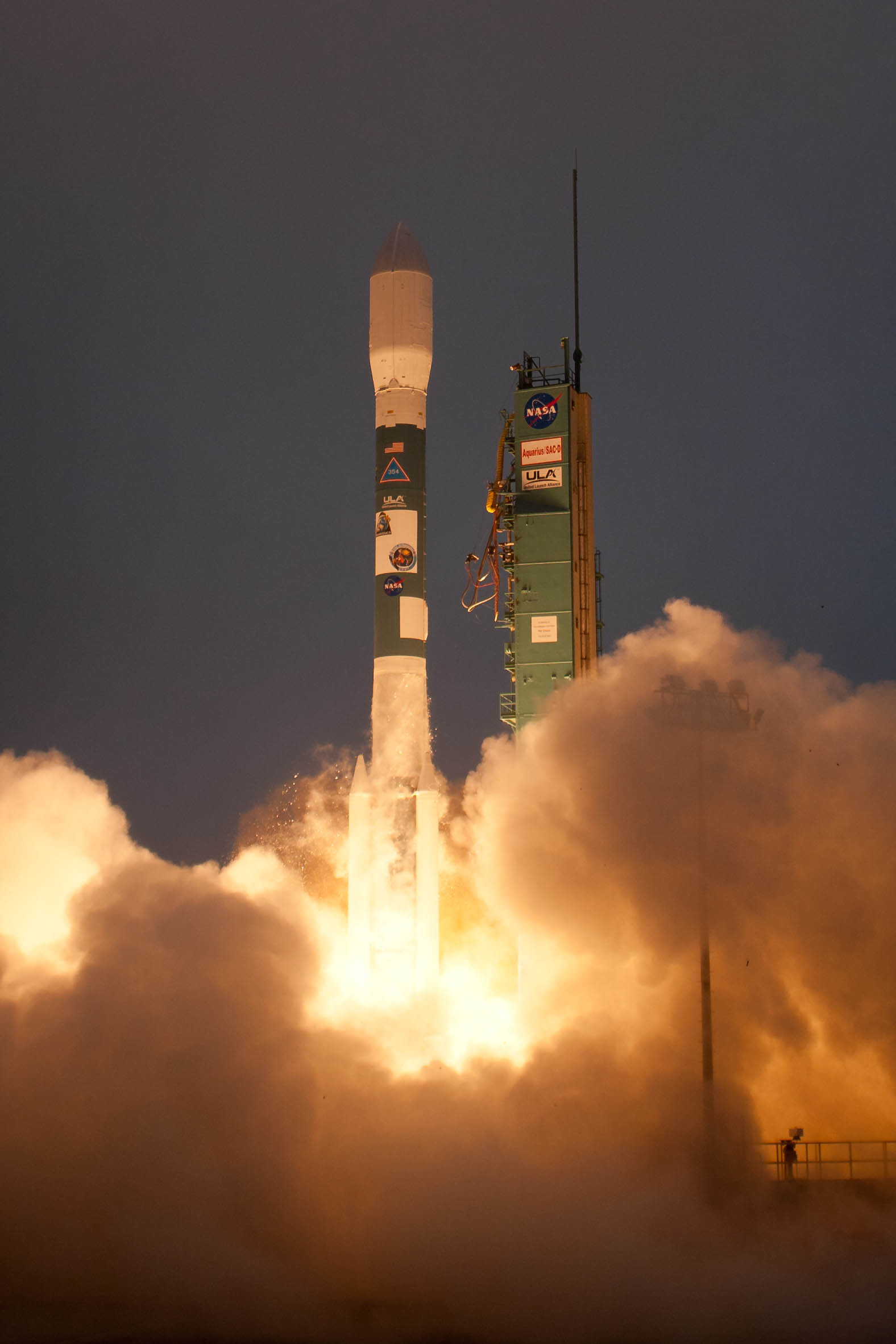
Lanzamiento del Delta II, con el SAC-D / Aquarius, moderno satélite argentino de observación climática y oceanográfica.

El SAC D, también conocido como Aquarius, fue uno de los satélites diseñados y construidos en la Argentina que integraron la serie SAC. Su objetivo fue estudiar la salinidad del mar y detectar zonas de riesgo de incendios e inundaciones. Transportaba ocho instrumentos, siendo el principal el Aquarius, aportado por la NASA, que se encargó de medir la salinidad superficial del mar y la humedad de suelo.
Las cargas más importantes que llevaba la misión fueron:
- Radiómetro de Microondas, provisto por CONAE.
- Sensor infrarrojo de nueva tecnología (CONAE).
- Cámara de Alta sensibilidad (INVAP).
- Sistema de Recolección de Datos (CONAE).
- Sensores de Demostración Tecnológica (CONAE).
- Sonda atmosférica por radio-ocultación (Agencia Espacial Italiana (ASI)).
- CARMEN-1. Estudio de los efectos de la radiación sobre componentes electrónicos y sensor para detectar el daño ocasionado por micropartículas presentes en el espacio. Agencia Espacial Francesa (CNES).

Por parte de la Argentina, además de la CONAE, participaron en el desarrollo la Facultad de Ingeniería de la UNLP, la UTN, el IAR y el Centro de Investigaciones Ópticas, ambos del Conicet. También hicieron aportes las empresas DTA y Consulfem.
Los ocho instrumentos que llevaba a bordo el satélite, conformaban un verdadero observatorio dedicado al estudio del océano y de la atmósfera terrestre. Mediante la obtención de datos de salinidad del mar, su temperatura superficial, vientos, presencia de hielo y contenido de humedad en la atmósfera, se pudo mejorar el conocimiento de la circulación oceánica y su influencia en el clima del planeta. También recopiló información sobre el desprendimiento de los hielos en las zonas polares, la humedad de los suelos, los focos de incendio y la temperatura de las aguas del mar, un dato de particular interés para la actividad pesquera.
El SAC-D también estudió la superficie terrestre tomando datos sobre humedad del suelo y detectando focos de alta temperatura, entre otros, para su utilización en alerta temprana de incendios e inundaciones.
La construcción definitiva del satélite se había previsto para octubre de 2009, y su lanzamiento desde la base Vandenberg de la Fuerza Aérea de los Estados Unidos, en California, para diciembre de 2010.
Sin embargo el proyecto sufrió retrasos, y luego de realizarse los ensayos ambientales durante el mes de diciembre en Brasil, fue transportado a Estados Unidos en marzo de 2011 y finalmente lanzado al espacio el 10 de junio de ese mismo año.

#### Proyectos en desarrollo
Está prevista para antes del año 2015 la creación de dos estaciones satelitales más, posiblemente en Tierra del Fuego y en la Antártida, y el siguiente satélite:
- SAC-E (SABIA-MAR): de misión óptica. Satélite argentino-brasileño de información sobre agua, ambiente y producción de alimentos en la zona del Mercosur. La puesta en órbita del SABIA-Mar está prevista para el primer semestre del 2026 SABIA-Mar, www.argentina.gob.ar, 2024.

### SAOCOM

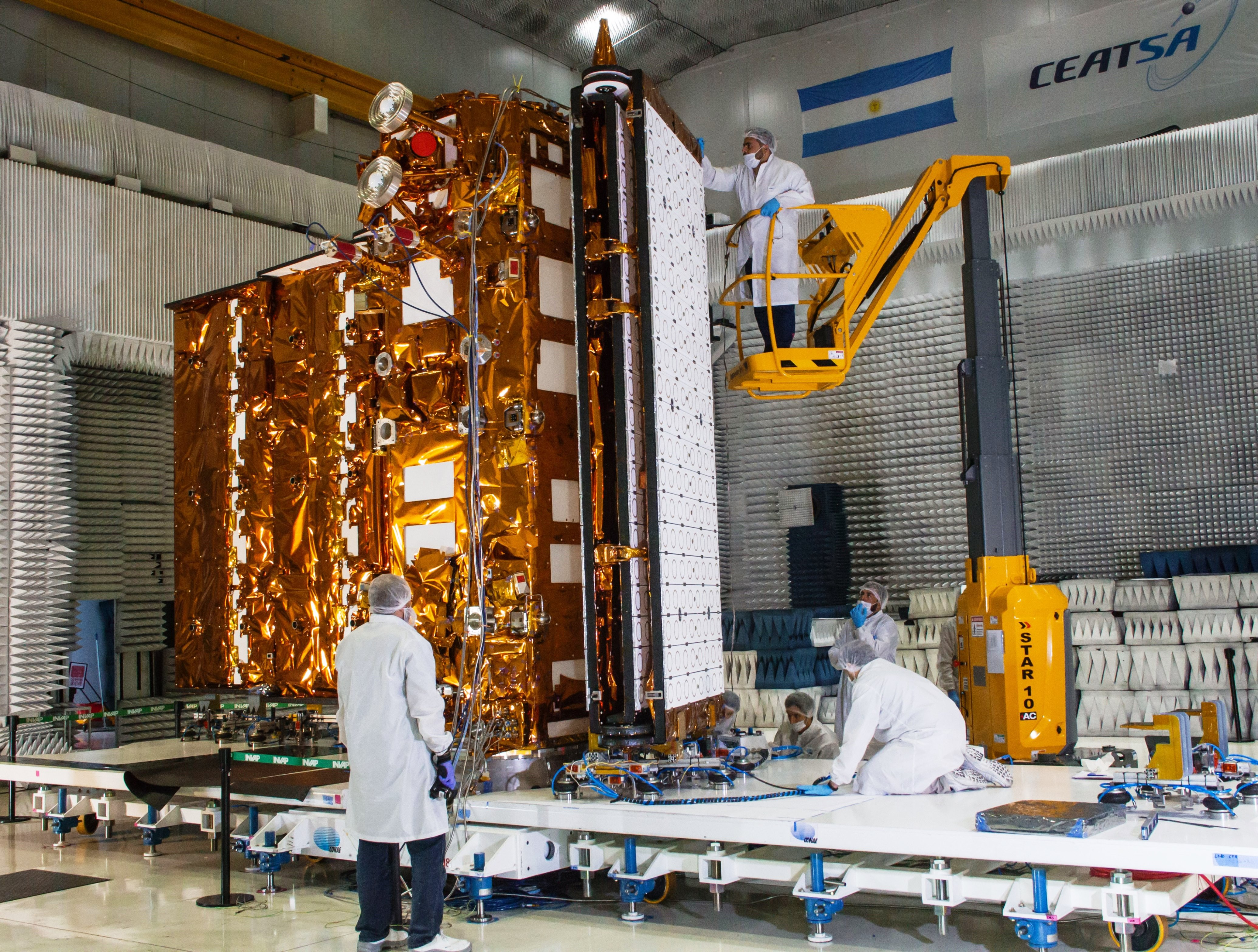
SAOCOM 1B durante sus pruebas finales.

La CONAE desarrolla junto a la Agencia Espacial Italiana el Sistema Italo Argentino para la Gestión de Emergencias (SIASGE). Este sistema comprende un total de seis satélites equipados con sensores de microondas activos (radar de apertura sintética). 
Los dos satélites argentinos de este sistema, denominados SAOCOM trabajan con radares en la banda L (de microondas de 23 cm de longitud de onda). El primero de ellos se lanzó con éxito el 7 de octubre de 2018 y el segundo fue lanzado el pasado 30 de agosto de 2020.
Los cuatro satélites italianos, los COSMO-SkyMed, operan en banda X (microondas de 3 cm de longitud). El primero de los satélites italianos se lanzó en junio de 2007, el segundo fue lanzado el 9 de diciembre de 2007, el tercero el 25 de octubre de 2018 y el cuarto el 5 de noviembre de 2010. Todos los lanzamientos fueron exitosos y se realizaron desde la base Vandenberg de la fuerza aérea de los Estados Unidos, situada en California.

### Pehuensat-1

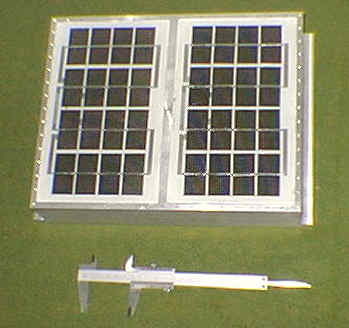
Pehuensat-1, satélite de transmisión para radioaficionados.

Un satélite con objetivos educativos construido totalmente en la Argentina fue lanzado el 10 de enero de 2007 a la mañana, a bordo de un cohete desde una base aeroespacial de la India. El armado demandó cinco años y fue realizado por investigadores de la Universidad Nacional del Comahue.
Lo denominaron Pehuensat-1 en referencia al pehuén, que es un árbol legendario y autóctono de los bosques andino patagónicos, identificado con las provincias en las cuales tiene sus sedes académicas la universidad.
Construido por 17 docentes y 44 estudiantes de la Facultad de Ingeniería de esa casa de altos estudios, fue lanzado a las 9.23 hora de India (1.53 hora argentina) en el cohete Polar Satellite Launch Vehicle (PSLV C7), desde la base de Satish Dhawan, en la costa este de ese país. El Pehuensat-1 llegó a su órbita tras 20 minutos de viaje, donde permanecerá, según consideraron los técnicos, «durante varios años».
El satélite pesa 6 kg, recorre la órbita a unos 640 km de altura, y viaja a una velocidad alrededor de la Tierra de 25 000 km/h. Su pequeño tamaño contrasta con la mole de más de 40 m de altura que tiene el cohete PSLV c7 que lo transportó al espacio. Tiene una estructura con caja de aluminio tipo espacial, paneles solares en una de las caras, la electrónica dentro, el transmisor, una computadora de a bordo, dos paquetes de baterías que se recargan con energía solar y una antena encargada de transmitir a tierra los parámetros del satélite.
Según explicó el responsable del Programa, Jorge Lassig, «... este proyecto tiene como finalidad educar en tecnología espacial en la Argentina...», «... la formación de recursos humanos en el área espacial que generó permitió que la universidad del Comahue cuente hoy con la infraestructura necesaria para la creación de futuros satélites». Es el segundo satélite construido por una universidad pública a nivel mundial, después del Víctor-1 construido íntegramente en Córdoba.

### Los CubeBug y la constelación ÑuSat
Los nanosatélites Cube-Bug fueron realizados con tecnología argentina. Es un desarrollo nacional financiado por el Ministerio de Ciencia, Tecnología e Innovación Productiva y concebido, diseñado y producido por la empresa Satellogic en colaboración con INVAP.
CubeBug-1: El 26 de abril de 2013 la Argentina puso en órbita un pico-satélite. Fue lanzado desde el Centro Espacial de Jiuquan en China y su nombre oficial es CubeBug-1, pero fue apodado «Capitán Beto», como la canción del grupo Invisible. Solo tiene dos kilos de peso.
Implicó una inversión de 6,3 millones de pesos (1,06 millones de U$S). Tanto el software como el hardware son de plataforma abierta y estarán disponibles para aficionados, universidades e institutos de investigación.
El lanzamiento del nanosatélite lo realizó un cohete chino tipo Larga Marcha 2. El Capitán Beto será monitoreado desde el Radio Club Bariloche de la ciudad homónima. Orbitará la Tierra cada 93 minutos a una altitud de 650 km, permitiendo que radioaficionados de todo el mundo descarguen los datos que genera y transmite. Se lo concibió con fines educativos.
El satélite posee tres equipos de estudio: una rueda de inercia (para controlar comportamiento), un rastreador de estrellas (obtiene fotos para determinar su posición) y una computadora para su navegación. En intervalo de 15 o 30 segundos emite un paquete de datos denominado baliza o 'beacon'.
CubeBug-2: el 21 de noviembre se puso en órbita este nanosatélite (satélite pequeño) también conocido como «Manolito», por el personaje de la tira cómica Mafalda. Fue lanzado a las 4:30 de Argentina desde una plataforma en Rusia desde un cohete o vector Protón. Está fabricado con más de 80 % de componentes argentinos, entre los que se cuentan los paneles solares y la computadora de a bordo. Posee una cámara fotográfica de 20 megapíxeles para obtener fotografías de la Tierra, un GPS desarrollado por la empresa argentina y una carga para que los radioaficionados puedan localizarlo y dejarle mensajes. Será monitoreado desde dos estaciones terrestres ubicadas en Bariloche (provincia de Río Negro) y en Tortuguitas (provincia de Buenos Aires).
BugSat 1: el 19 de junio de 2014 se lanzó con éxito el satélite BugSat 1, apodado "Tita" en honor a Tita Merello, desde la Base Aérea de Dombarovsky (Rusia) mediante la lanzadera Dnepr. El Instituto Tecnológico de Buenos Aires (ITBA), estuvo a cargo de la asistencia técnica del satélite que fue desarrollado y financiado por la empresa argentina Satellogic SA, con el apoyo de otros proveedores externos nacionales e internacionales.
En mayo de 2016, Satellogic lanzó sus dos primeros satélites comerciales denominados "Fresco" y "Batata" (en referencia al postre argentino de queso fresco y dulce de batata), que forman parte de la constelación ÑuSat. Posteriormente, se lanzaron los restantes satélites de esta constelación: Milanesat (2017, cuyo nombre fue seleccionado a través de un concurso), Ada y Maryam (2018), Sophie y Marie (enero de 2020), Hypatia (septiembre de 2020), Alice, Caroline, Cora, Dorothy, Emmy, Hedy, Katherine, Lise, Mary y Vera (noviembre de 2020). Los últimos 15 satélites tienen nombres que recuerdan a famosas científicas.

### AR-SAT
INVAP y AR-SAT firmaron un contrato por el cual el INVAP construirá tres satélites de comunicaciones en un lapso de 10 años. La inversión total será de entre 150 y 200 millones de dólares.
El primero de los satélites ARSAT comenzó a fabricarse en 2007 y requirió una inversión de 212 millones de euros. Se planeó terminarlo en un plazo de cuatro años y medio, pero terminó lanzándose finalmente el 16 de octubre de 2014 a las 18:44 h (UTC −3), montado en un cohete Ariane 5 desde la base espacial establecida en la isla de Kouru (Guayana Francesa). Se convirtió así en el primer satélite de comunicaciones de Latinoamérica.
El cohete impulsor francés Ariane 5, dejó al ARSAT-1 a 300 km sobre el nivel del mar y los científicos y técnicos argentinos llevaron el satélite hasta la posición 71,8 grados de longitud oeste, para así llegar a la órbita geoestacionaria.
El satélite fue diseñado para dar servicios de televisión, telefonía, transmisión de datos e internet al país y a Chile, Uruguay, Paraguay, más la Antártida. Pero además, en 2008, se había decidido que el espacio sobrante del satélite fuese utilizado para experimentos científicos y tecnológicos. Al año siguiente el CONICET proporcionó subsidios para tres experimentos bajo el Array de Carga Tecnológica Argentino del proyecto. Los experimentos elegidos fueron un instrumento para medir electrones, protones y alfas cargadas (denominado Monitor Argentino de Radiación Espacial - MARE), una medida de fluorescencia atmosférica desde una órbita geoestacionaria (denominado Fluorescencia de Órbita Geoestacionaria - FOG) y un estudio sobre la degradación de las células solares en el medio ambiente de la órbita del satélite. Los tres instrumentos transmiten su información a la computadora de a bordo, que también se encarga de su manejo.
El experimento MARE se compone de tres detectores para la medición de la radiación en megaelectronvoltios (MeV). El FOG es un telescopio de 15 cm de rayos ultravioleta de 8,5 kg de peso. Solamente consume 7 W, y mide 24 cm × 28 cm × 29 cm. Incluye 4 tubos fotomultiplicadores multi-ánodo para la detección ultravioleta. El tercer experimento contó con la participación de la Comisión Nacional de Energía Atómica.

### DiY-1/Arduiqube
El satélite DIY-1 (también llamado Arduiqube) fue desarrollado por la empresa DIYSatellite utilizando el formato PocketQube, es decir, en una estructura cúbica de 5 cm por lado. El DIY-1 cuenta con cuatro paneles solares formados con celdas de GaAs que cargan una batería de Li-Ion. Un microcontrolador supervisa las comunicaciones y el envío de telemetría por medio de un transceptor en la banda de UHF. La estabilización se realiza por medio de un imán de neodimio y barras de histéresis (PMAC) para alinearse con el campo magnético terrestre. Su peso total es de 200 gramos. Por su pequeño tamaño debe ser lanzado a su vez desde un minisatélite en el que viaja hasta que este entra en órbita y luego, a través de un eyector, lo expulsa hacia una órbita independiente. En el caso del DIY-1 el cohete de lanzamiento fue un Soyuz-2 y el minisatélite de transporte fue el UNISAT-7 de la empresa GAUSS Srl.

## Cohetes lanzadores

### Proyecto ISCUL

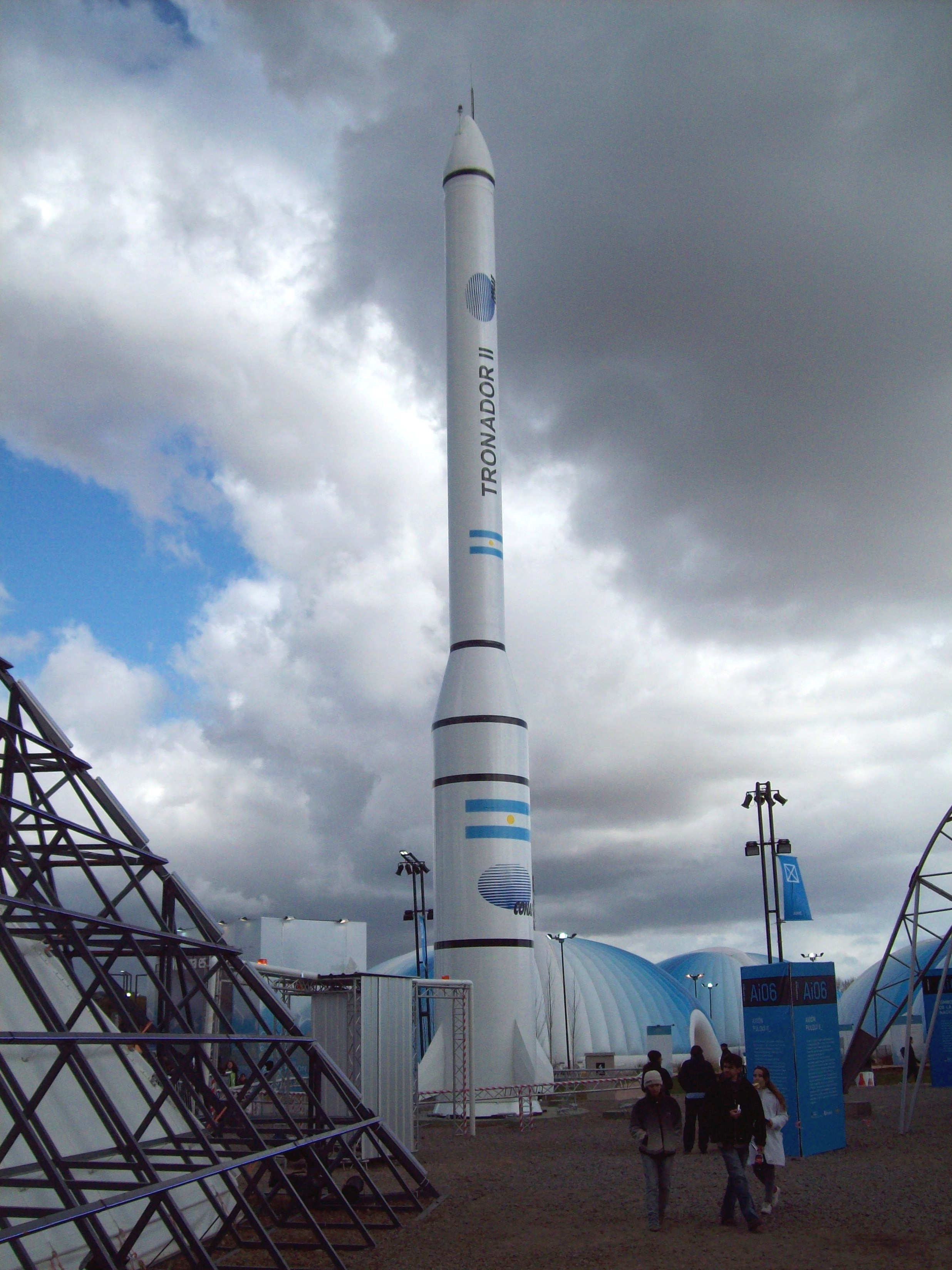
Cohete Tronador.

La Argentina tiene previsto el lanzamiento del Tronador. Se trata de un vehículo de unos 33 metros de alto que puede transportar una carga útil de 200 a 400 kg a una altura de 600 a 700 km. El Tronador II será un vehículo de trayectoria controlada para lo que dispondrá de los correspondientes sistemas de navegación, de guiado y control, diseñados y construidos en la Argentina.
A diferencia de ensayos realizados en el siglo XX (durante los controvertidos experimentos del Programa Cóndor, desactivado en 1993), usará combustible líquido, que permite encendidos y apagados durante el vuelo que hacen más precisa la programación de las órbitas en el espacio.
El desarrollo se está haciendo íntegramente en la Argentina y está en manos de la Comisión Nacional de Actividades Espaciales (CONAE), que coordina el trabajo de numerosas instituciones del sistema científico nacional, entre las que se cuentan el Centro de Investigaciones Ópticas (CIOP) y el Instituto Argentino de Radioastronomía - IAR (ambos del CONICET), el Instituto Balseiro, el Instituto Universitario Aeronáutico de Córdoba y el Grupo de Ensayos Mecánicos Aplicados (GEMA) de la Facultad de Ingeniería de la Universidad Nacional de La Plata.
Se cumplieron exitosamente dos etapas del programa Tronador. En mayo de 2007 se lanzó un cohete de prueba, más pequeño, desde la base naval Puerto Belgrano, a 30 kilómetros de Bahía Blanca. Y otro algo más grande, el Tronador Ib, se lanzó en mayo del 2009. Dado que la órbita más conveniente para la Argentina es la órbita polar, la base de lanzamiento del cohete definitivo será el Centro Espacial Manuel Belgrano.
El Tronador entre otras misiones tiene la de ser vector al espacio sideral de los satélites artificiales argentinos SARE.